# Selam
Selam (Es-selamu 'alejkum, ar. ٱلسَّلَامُ عَلَيْكُمْ) jest arapski pozdrav koji koriste muslimani širom svijeta, kao i nemuslimani arapskog govornog podrucja. Na hrvatskom jeziku ima značenje "mir (s) vama". Odgovor na ovaj pozdrav glasi Ve alejkumus-selam (وَعَلَيْكُمُ ٱلسَّلَامُ), što znači "neka je i (s) vama mir" ili "neka je i na vas mir".

## Upotreba
Selam je često popraćen nekom dodatnom gestikulacijom. U nekim dijelovima svijeta ljudi stavljaju ruku na srce kad se rukuju i pozdravljaju. U manje formalnim situacijama neki koriste skraćeni oblik pozdrava: "Selam".
- U Afganistanu, Iranu i Bangladešu selam je standardni pozdrav. Znači "mir i zdravlje", a koristi se u istom smislu kao "neka je mir (s) vama".
- U Bosni i Hercegovini i regiji selam je čest pozdrav među Bošnjacima i drugim muslimanima. Kad ukućanin krene nekome u goste, ostali članovi porodice često poruče: "Poselami tog i tog." Poznato je i da većina ljudi i ne prenese selam, a osobi koja je poručila kažu: "Evo i on(a) tebe selami."
- U amharskom jeziku termin "selam" koristi se kao pozdrav "Tadias", što znači "Šta ima?". Riječ "selam" ima isto značenje u amharskom, kao i u arapskom ("mir").
- U Saudijskoj Arabiji rukovanje se vrši desnom rukom, a to najčešće prate 2 ili 3 poljupca u obraz, s obje strane naizmjenično.
- U Turskoj i Azerbajdžanu većina vjernika koriste ovaj pozdrav popraćen rukovanjem, a podrazumijeva pozdrav prilikom rastanka: "zbogom"; više sekularni i nereligiozni ljudi govore "Selam" sa značenjem "Zdravo". Ipak, većina Turaka izgovara ovaj pozdrav "Selamun aleyküm". Promjena je najviše uzrokovana načinom na koji se arapske posuđenice izgovaraju u turskom jeziku.
- U Pakistanu je selam popraćen rukovanjem desnom rukom i često zagrljajem, u slučaju da se osobe ne viđaju često (isključivo između osoba istog spola). U nekim dijelovima ljudi stavljaju ruku na srce kad se rukuju i pozdravljaju. Također, smatra se da neobrazovane i nekulturne osobe koriste skraćenu verziju pozdrava "Selam" nasuprot potpunog pozdrava.
- U Indiji se selam koristi uz podizanje desne ruke do prsa (nekad uz riječi: Arz hai - "Lijep pozdrav"; adaab - "poštovanje") ili uz jednostavno rukovanje ili zagrljaj. Kraći pozdrav koristi se u neformalnim situacijama. "Zbogom" je nadodato s "Khudahafiz hafiz" (manje formalno ili prema poznanicima) ili "Alah hafiz" (formalno, prema strancima), što znači "Neka te Bog/Alah čuva".
- U Indoneziji je selam popraćen ljubaznim rukovanjem objema rukama, gdje dlanovi onoga koji pruža ruku ostaju zatvoreni, a sami prsti otvoreni da prihvate ruku drugog, čime direktno dotiče prste i jagodice onog drugog.
- U indonežanskoj kulturi Sasak feudalizam se djelomično zadržao, te se prilikom pozdrava ruka starije osobe uzima i prislanja na čelo. Neki umjesto toga poljube i ruku ili tzv. glavni prsten. Ovo je jako često kad mlađa djeca pozdravljaju stariju rodbinu (godina njihovih roditelja, ponekad, ako su ljubazna).
- U Kazahstanu nekoliko sekularnih i nereligijskih grupa govore "Selam" umjesto "Zdravo". Na internetu se koristi skraćenica "slm", koja se koristi ne samo od strane Kazahstanaca, nego i šire, posebno na društvenim mrežama.
- U SAD-u muslimani se obično prilikom pozdrava zagrle, rukuju ili urade nešto drugo, zavisno od toga kojoj kulturi pripadaju.

## Varijante

### Broj ljudi kojima se upućuje
- Es-selamu 'alejka(a) (ٱلسَّلَامُ عَلَيْكَ) —Mir tebi, mir s tobom (muški rod, jednina)
- Es-selamu 'alejka(i) (ٱلسَّلَامُ عَلَيْكِ) —Mir tebi, mir s tobom (ženski rod, jednina)
- Es-selamu 'alejkumā (ٱلسَّلَامُ عَلَيْكُمَا) —Mir s vama (za dvoje ljudi bilo kojeg spola)
- Es-selamu 'alejkum (ٱلسَّلَامُ عَلَيْكُمْ) —Mir s vama (za grupu od troje ili više ljudi, gdje je barem jedno muško - ili funkcioneru iz vrha vlasti, npr, premijeru, predsjedniku, kralju)

## Islamska pravila vezana za nazivanje selama
Poželjno je nazvati selam prilikom dolaska i prilikom odlaska. Ebu-Hurejre prenosi hadis: "Kad neko od vas dođe na sijelo, neka nazove selam, pa kad ga htjedne napustiti, neka opet nazove selam; prvi selam nije ništa preči od drugog."
Prema hadisu, Muhammed je upitan o tome ko treba nazvati selam, pa je rekao: "Od sunneta je da jahač ili onaj koji je u prijevoznom sredstvu nazove selam pješaku, a pješak onome koji sjedi, manja grupa većoj." (Sahihul Buhari, 6234; Muslim, 2160)
Također je konstatirano da treba nazvati selam prilikom ulaska u kuću. Ovo je zasnovano na ajetu iz Kurana: 
(En-Nur, 61)
Kad nemusliman naziva selam muslimanu, musliman treba odgovoriti s Ve 'alejkum.

## Također pogledajte
- 99 Alahovih imena

## Vanjske poveznice
- Audiosnimak selama  Arhivirana inačica izvorne stranice od 24. srpnja 2019. (Wayback Machine)
- Slikoviti vodič za razumijevanje islama
- LivingHalal.com Islamski audioprojekt
- Islam Q&A - Fetve o manirima prilikom selama  Arhivirana inačica izvorne stranice od 13. ožujka 2007. (Wayback Machine)
- Islamski rječnik  Arhivirana inačica izvorne stranice od 15. siječnja 2009. (Wayback Machine)